# Otakar Votoček (režisér)
Otakar Votoček (* 22. července 1943, Praha) je český režisér a scenárista.

## Život
Narodil se 22. července roku 1943 v Praze. Stejně jako jeho otec vystudoval jadernou fyziku a chemii. V roce 1969 emigroval do Nizozemska, kde vystudoval amsterodamskou Filmovou akademie. Po škole začal pracovat v televizi na různých krátkometrážních filmech a dokumentech. V roce 1986 napsal scénář pro úspěšnou komedii Abel. Největší úspěch zaznamenala dramatická komedie Na křídlech slávy. Poslední známější film, kterému napsal scénář bylo drama Grimm z roku 2003.

## Filmografie

### Scénář
- Turecké video (1984)
- Rotterdam drieluik (1984)
- Abel (1986)
- Mindshadows (1988)
- Na křídlech slávy (1990)
- JuJu (1996)
- Divoké mušle (2000)
- Grimm (2003)
- Afghánská Šangrila – Pan doktor a jeho král (2004)

### Režie
- Turecké video (1984)
- Rotterdam drieluik (1984)
- JuJu (1996)
- Na křídlech slávy (1990)

## Ocenění
Avoriaz International Fantastic Film Festival
- 1991 – Na křídlech slávy – (Zvláštní cena poroty), (Cena kritiky), (Velká cena podivna)